# McLaren MCL38
Chronologie des modèles (2024)
McLaren MCL60 McLaren MCL39
La McLaren MCL38 est la monoplace de Formule 1 engagée par l'écurie McLaren Racing dans le cadre de la saison 2024 du championnat du monde de Formule 1. Elle est pilotée par Lando Norris pour sa sixième saison dans l'écurie et Oscar Piastri pour sa deuxième. A son volant, le duo de pilotes assure à McLaren son neuvième titre mondial des constructeurs, 26 ans après le précédent.

## Résultats en championnat du monde de Formule 1
| Saison | Écurie          | Moteur                            | Pneus   | Pilotes       | Courses | Courses | Courses | Courses | Courses | Courses | Courses | Courses | Courses | Courses | Courses | Courses | Courses | Courses | Courses | Courses | Courses | Courses | Courses | Courses | Courses | Courses | Courses | Courses | Points inscrits | Classement |
| Saison | Écurie          | Moteur                            | Pneus   | Pilotes       | 1       | 2       | 3       | 4       | 5       | 6       | 7       | 8       | 9       | 10      | 11      | 12      | 13      | 14      | 15      | 16      | 17      | 18      | 19      | 20      | 21      | 22      | 23      | 24      | Points inscrits | Classement |
| ------ | --------------- | --------------------------------- | ------- | ------------- | ------- | ------- | ------- | ------- | ------- | ------- | ------- | ------- | ------- | ------- | ------- | ------- | ------- | ------- | ------- | ------- | ------- | ------- | ------- | ------- | ------- | ------- | ------- | ------- | --------------- | ---------- |
| 2024   | McLaren F1 Team | Mercedes-AMG F1 M13 E Performance | Pirelli |               | BAH     | SAU     | AUS     | JAP     | CHI     | MIA     | EMI     | MON     | CAN     | ESP     | AUT     | GBR     | HON     | BEL     | P-B     | ITA     | AZE     | SIN     | USA     | MEX     | SAO     | LAS     | QAT     | ABU     | 666             | Champion   |
| 2024   | McLaren F1 Team | Mercedes-AMG F1 M13 E Performance | Pirelli | Lando Norris  | 6e      | 8e      | 3e      | 5e      | 2e      | 1er     | 2e      | 4e      | 2e      | 2e      | Abd.    | 3e      | 2e      | 5e      | 1er     | 3e      | 4e      | 1er     | 4e      | 2e      | 6e      | 6e      | 10e     | 1er     | 666             | Champion   |
| 2024   | McLaren F1 Team | Mercedes-AMG F1 M13 E Performance | Pirelli | Oscar Piastri | 8e      | 4e      | 4e      | 8e      | 8e      | 13e     | 4e      | 2e      | 5e      | 7e      | 2e      | 4e      | 1er     | 2e      | 4e      | 2e      | 1er     | 3e      | 5e      | 8e      | 8e      | 7e      | 3e      | 10e     | 666             | Champion   |

Légende : ici 
- *Le pilote n'a pas terminé la course mais est classé pour avoir parcouru 90% de la distance.